# El Gallumbar
El Gallumbar es un yacimiento arqueológico situado en Antequera (Provincia de Málaga, España) que se adscribe a la tipología de asentamiento rural dedicado a la elaboración de aceite en la antigüedad. Se sitúa a pocos kilómetros al suroeste de la ciudad de Antequera, frente al Cortijo Buenavista sobre una colina suave en el Puerto de la Escarehuela en la Sierra del Torcal.
En él se encuentran todos y cada uno de los elementos necesarios para la obtención de este producto, considerado como un elemento indispensable en la vida romana, de primera necesidad, por lo que Roma desde momentos tempranos lo importaba, en lugar de producirlo en su propio terreno, por razones económicas. Por este motivo, fueron muchas las ánforas que, desde la Bética, partieron en todas las direcciones para satisfacer las necesidades de una población cada vez más romanizada y también para la propia Roma. 
En la provincia de Málaga, la comarca de Antequera contó con unas características edafológicas y climáticas inmejorables para la producción a gran escala de este valioso producto. Este hecho conllevó enormes beneficios a los propietarios de estas instalaciones oleícolas, con el consecuente enriquecimiento de la zona. 
El Gallumbar es un ejemplo paradigmático de este tipo de instalaciones, que posee un tipo de prensa de tornillo de contrapeso fijo, una modalidad, que junto con la de contrapeso móvil, era de las más utilizadas según el historiador Plinio. 

## Descripción
Se trata de uno de los asentamientos rurales más significativos dedicado a la elaboración de aceite, que se datan en época romana. El registro arqueológico de este yacimiento ha permitido la detección de la zona de producción oleícola, así como otras instalaciones de carácter industrial, que se desarrollarían entre el segundo cuarto del siglo I y finales del siglo II d. C. 
Según los estudios realizados, en la habitación más occidental excavada, se conserva la cella olearia, con paredes realizadas en opus incertum y un pavimento de pequeños guijarros unidos con argamasa. La función de esta estancia sería la de almacén, aunque en ella también se realizaría un primer tratamiento de la aceituna. Reflejo de este hecho es el nivel de alpechín documentado y la inclinación del pavimento, que correspondería grosso modo con la descripción del tabulatum hecho por Columela. 
Por otro lado, la zona del molino se ubica en el sector norte de la excavación. El trapetum, con forma circular y realizado mediante piedra granítica, se localiza elevado en el centro de un canal circular realizado con tegulae. En el lateral occidental se documenta un canal paralelo al muro que cierra la habitación por el lado meridional, realizado con ladrillos y lajas regulares, destinado entre otras funciones a la limpieza de dicho trapetum. Mientras que en el extremo suroccidental de esta dependencia se documenta un segundo tabulatum, conformado mediante un área rectangular con ladrillos planos en pendiente como pavimento, donde se acumularía la aceituna molida antes de proceder a su prensado. 
Ocupando la parte central de las instalaciones se sitúa la prensa (torcularium), que en este caso se trata del tipo de tornillo de contrapeso fijo y de la cual se constatan una serie de elementos como el lapis pedicinus. Este último consiste en una base horizontal realizada con dos sillares de arenisca, que conforman un área subdividida internamente en cuatro cortes cuadrados sobre los que se apoyan los arbores. Otro de los elementos de esta prensa es el ara, que se encuentra rodeada de un canal que se encarga de transportar el producto resultante del prensado a un depósito de gran capacidad (labrum). Este se encuentra recubierto internamente de opus signinum y se acompaña de otro depósito de menor capacidad, así como de una serie de dolia, donde culminaría el proceso de refinamiento del aceite. Este conjunto se ubica sobre un pavimento de opus spicatum apoyado sobre un suelo de caementicium. 